# Universidade Internacional Josai
A Universidade Internacional Josai (城西国際大学, Jōsai kokusai daigaku), conhecida pelo acrônimo JIU, é uma universidade privada japonesa, localizada em Togane, na província de Chiba. Foi estabelecida em 1992.